# 路易斯·维尧罗

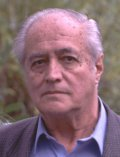
1999年的路易斯·维尧罗

路易斯·维尧罗（西班牙語：Luis Villoro Toranzo，1922年11月3日—2014年3月5日），是一名西班牙裔墨西哥人，哲学家、研究员、大学教授、外交官和学术作家。他出版了超过十本著作。他出生于加泰罗尼亚巴塞罗那。
2014年3月5日，他死于手术后并发症，享年91岁。